# L'Avellanosa
L'Avellanosa és un conjunt de masies al municipi de Riner (Solsonès) inclòs en l'Inventari del Patrimoni Arquitectònic de Catalunya.

## Descripció
Conjunt de quatre masies, adossades una a l'altre. Són de planta rectangular i teulada a dos vessants. Les quatre tenen les mateixes característiques. Estan orientades nord-sud amb tres façanes a la cara sud i un altre a la cara est. Les portes són d'arc de mig punt i adovellades. La planta baixa és amb sòl de pedra i el sostre de bigues. La masia que té la porta a la cara est, té a l'entrada la premsa del vi, que pota la data de 1700. En alguns punts s'hi veuen grans contraforts, restes d'una antiga fortificació.
Al voltant d'aquest conjunt hi ha una gran quantitat de coberts i corrals, formant un petit nucli rural.